# Мархаев, Вячеслав Михайлович
Вячесла́в Миха́йлович Марха́ев (род. 1 июня 1955) — российский государственный и политический деятель. Депутат Государственной Думы ФС РФ восьмого созыва. Экс-сенатор Российской Федерации от исполнительного органа государственной власти Иркутской области (2015—2020). Первый секретарь Бурятского республиканского комитета КПРФ.
Из-за вторжения России на Украину находится под международными санкциями Евросоюза, США, Великобритании и ряда других стран

## Биография
Родился в семье школьного учителя в селе Шаралдай. В 1977 закончил Бурятский государственный педагогический институт им. Д. Банзарова. Происходит из племени булагатов.

### Служба в МВД
С 1980 по 2007 годы работал в органах внутренних дел. В 1993 году окончил Хабаровскую высшую школу МВД России.
Основатель и первый командир Бурятского ОМОНа. Начал карьеру в МВД с участкового и дослужился до заместителя министра внутренних дел Республики Бурятия.
Неоднократно выезжал в командировки в Чечню.
В 2007 году в звании полковника уволился со службы.

### Депутат Народного Хурала Республики Бурятия
С декабря 2007 года депутат Народного Хурала Республики Бурятия, избранный по одномандатному округу № 16. Руководил фракцией КПРФ.
С мая 2008 года — первый секретарь республиканского комитета КПРФ.

### Депутат Госдумы VI созыва
В 2011—2015 годах — депутат Государственной Думы Федерального Собрания Российской Федерации, член Комитета по безопасности и противодействию коррупции.

### В Совете Федерации
2 октября 2015 года вступивший в должность губернатора Иркутской области Сергей Левченко (сам глава обкома) назначил Вячеслава Мархаева членом Совета Федерации от исполнительной власти области.
В 2017 году на выборах главы Республики Бурятия Мархаев был выдвинут кандидатом от партии КПРФ. Однако он не был зарегистрирован, так как не смог преодолеть муниципальный фильтр. Мархаев просил профильный комитет Совета Федерации обратиться в Конституционный суд РФ, чтобы обжаловать законность муниципального фильтра, но Совет Федерации отказался рассматривать жалобу сенатора.
3 октября 2018 года на заседании Совета Федерации, посвящённом закону об увеличении пенсионного возраста, раскритиковал пенсионную реформу как противоречащую Конституции и проголосовал против неё.
12 августа 2019 года Мархаев разместил на своей странице в сети Instagram пост, в котором раскритиковал действия силовых структур и городских властей во время августовских акций протеста в Москве.
11 марта 2020 года Мархаев стал единственным сенатором, проголосовавшим против закона о поправках в Конституции, включающего, в числе прочих, положение об обнулении президентских сроков.

18 июня 2020 года на 484-м заседании Совета Федерации раскритиковал подготовку к общероссийскому голосованию по поправкам в Конституции и выделение на это «немалых миллиардов». Он также усомнился в законности выдачи призов за участие в голосовании. 
«В отсутствие прямой достаточной поддержки населения и бизнеса в условиях изоляции вдруг изыскиваются немалые миллиарды для проведения голосования по поправкам к Конституции, на рекламу в СМИ, дорогостоящие баннеры на каждом углу с призывом „Это наше решение!“, сотни тысяч экземпляров газет с призывом ярких личностей: „Как здорово мы заживем после принятия поправок!“ Видимо, их отсутствие уже почти 30 лет нам мешало лучше жить. За активность в голосовании подарки — квартиры, машины, iPhone, различные сертификаты и многое другое. Как это соизмеряется с законностью?» 
23 сентября 2020 года полномочия в Совете Федерации были завершены. От исполнительного органа государственной власти Иркутской области делегирован Андрей Чернышёв.

### Депутат Госдумы VIII созыва
15 февраля 2022 года проголосовал за признание ДНР и ЛНР, однако в последующем осудил вторжение России на Украину, заявив, что «Кремль скрыл от депутатов планы о начале полномасштабной войны против ближайшего соседа». Он также заявил, что «Руководство России... начало использовать те же методы двойных стандартов», которые до этого были «стратегией Запада», и что «ни народам России, ни народам Украины такая война не нужна...».
3 октября 2022 года не поддержал на заседании Государственной Думы ратификацию договоров об аннексии Российской Федерацией частично признанных ДНР и ЛНР, а также Херсонской и Запорожской областей.
14 марта 2023 года проголосовал против ужесточения закона о "дискредитации" участников вторжения России на Украину.
Совершает постоянные объезды бурятского населения и отстаивает их интересы в Государственной думе Российской Федерации.

## Награды и звания
Народный герой республики Дагестан, Заслуженный работник правоохранительных органов Бурятии, кавалер Ордена Мужества, Почетный гражданин Республики Бурятия, Почетный гражданин Усть-Ордынского Бурятского автономного округа, мастер спорта СССР по вольной борьбе, председатель Республиканского общественного объединения «Нютаг» (Осинско-Боханское землячество). Награждён медалью ордена «За заслуги перед Отечеством» II степени.

## Санкции
23 февраля 2022 года, из-за признания самопровозглашённых ДНР и ЛНР, включён в санкционный список Евросоюза, так как «поддерживал и проводил действия и политику, которые подрывают территориальную целостность, суверенитет и независимость Украины, которые еще больше дестабилизируют Украину».
24 февраля 2022 года, включён в санкционный список Канады «близких соратников режима» за голосование о признании независимости «так называемых республик в Донецке и Луганске».
24 марта 2022 года, на фоне вторжения России на Украину, включен в санкционный список США за «соучастие в войне Путина» и «поддержку усилий Кремля по вторжению в Украину», Госдеп США заявил что депутаты Госдумы используют свои полномочия для преследования инакомыслящих и политических оппонентов, нарушают свободу информации, ограничивают права человека и основные свободы граждан России.
Позднее, по аналогичным основаниям, включён в санкционные списки Великобритании, Швейцарии, Австралии, Японии, Украины и Новой Зеландии.

## Семья
- Отец: Михаил Михайлович Мархаев
- Мать: Роза Борисовна Мархаева
- Жена: Лариса Эдуардовна Мархаева
- Сыновья: Батор женат на Анне, Юсуп[31] женат на дочери Рамзана Мусхаджиева Зарине[32][33]
- Дочери: Саяна Федотова, Аюна